# Zeta Crateris
Zeta Crateris (ζ  Crateris, förkortat Zeta Crt, ζ  Crt)  som är stjärnans Bayerbeteckning, är en dubbelstjärna som är fotometriskt konstant och belägen i den östra delen av stjärnbilden Bägaren. Den har en kombinerad skenbar magnitud på 4,74 och är synlig för blotta ögat där ljusföroreningar ej förekommer. Baserat på parallaxmätning inom Hipparcosuppdraget på ca 9,2 mas, beräknas den befinna sig på ett avstånd på ca 350 ljusår (ca 108 parsek) från solen. På det beräknade avståndet minskar stjärnans skenbara magnitud med en skymningsfaktor på 0,21 på grund av interstellärt stoft.

## Egenskaper
Primärstjärnan Zeta Crateris A är en gul till vit jättestjärna av spektralklass G8 III och är en röd jättestjärna som genererar energi genom fusion av helium i dess kärna. Den har en radie som är ca 13 gånger större än solens och utsänder från dess fotosfär ca 157 gånger mera energi än solen vid en effektiv temperatur på ca 4 990 K. 
Följeslagaren Zeta Crateris B, är en stjärna med skenbar magnitud 7,84. De båda komponenterna hade år 1991 en vinkelseparation av 0,20 bågsekunder vid en positionsvinkel på 22°.
Zeta Crateris är bekräftad medlem av Sirius superstjärnhop och kan ingå i Ursa Major Moving Group, en samling stjärnor med liknande rörelse genom rymden, och en gång ha ingått i samma öppna stjärnhop.